# Loring (Alaska)
Loring es un lugar designado por el censo ubicado en el borough de Ketchikan Gateway en el estado estadounidense de Alaska. En el Censo de 2010 tenía una población de 4 habitantes y una densidad poblacional de 2,45 personas por km².

## Geografía
Loring se encuentra en las coordenadas 55°36′9″N 131°38′10″O / 55.60250, -131.63611. Según la Oficina del Censo de los Estados Unidos, Loring tiene una superficie total de 1.63 km², de la cual 1.42 km² corresponden a tierra firme y (12.7 %) 0.21 km² es agua.

## Demografía
Según el censo de 2010, había 4 personas residiendo en Loring. La densidad de población era de 2,45 hab./km². De los 4 habitantes, Loring estaba compuesto por un 25 % de blancos, un 0 % de afroamericanos, un 25 % de amerindios, un 0 % de asiáticos, un 0 % de isleños del Pacífico, 0 % de otras razas y el 50 % pertenecían a dos o más razas. Del total de la población el 25 % eran hispanos o latinos de cualquier raza.